# Canal Algerri-Balaguer
El Canal d'Algerri-Balaguer porta aigua des del riu Noguera Ribagorçana als termes municipals d'Algerri, Albesa, Castelló de Farfanya, Balaguer, Menàrguens i Torrelameu. Rega una superfície total de 8.000 hectàrees.

## Història
El canal de Balaguer fou un projecte de canal que va ser pensat a la dècada de 1950 per regar els secans d'Algerri, Castelló de Farfanya, Albesa, Torrelameu, Menàrguens i Balaguer i que no es va arribar a dur a la pràctica, tot i que el canal Algerri-Balaguer, construït mig segle després segueix aproximadament el mateix traçat i fa la mateixa funció, a partir de la construcció del Pantà de Santa Anna.
El primer tram del canal d'Algerri-Balaguer fou construït l'any 1992 per l'empresa Regsa. Els següents trams construïts varen ser al terme d'Algerri l'any 1995. El 1997 es va fer la concentració parcel·lària al terme d'Albesa, i seguidament al terme de Menàrguens. Posteriorment es feu la concentració parcel·lària a Torrelameu.
Les obres de l'estació de bombament a la Noguera Ribagorçana, sobre el pont d'Alfarràs, es van efectuar l'any 1997. Seguidament es van fer tres embassaments al terme d'Algerri i d'aquests, es deriven les canonades que porten l'aigua a cada parcel·la del terme d'Algerri.

## Característiques
La dotació d'aigua per hectàrea és de 6.000 metres cúbics a l'any. L'aigua arriba a cada parcel·la mitjançant les canonades amb una pressió d'entre 3,5 i 4,5 kg per cm² i un cabal d'1,5 litres d'aigua per segon i hectàrea. Al peu de cada parcel·la hi ha una bomba que controla la pressió i un comptador que registra els litres d'aigua que s'han consumit.
Aquestes dades són trameses a un ordinador central situat a la casa canal, ubicada en el terme municipal d'Algerri.
Superfície regable 	
- Algerri	 1.000 ha.
- Albesa	 2.000 ha.
- Castelló de Farfanya	1.200 ha.
- Torrelameu	 350 ha.
- Menàrguens.	 1.200 ha.
- Balaguer	 2.250 ha.
- Total.	 8.000 ha.

La concentració de parcel·les al terme d'Albesa ha permès fer les explotacions agràries d'una mida més gran i concentrar les propietats. Abans, el terreny de cada propietari era molt petit i repartit. Ara cada propietari té les terres juntes. A la zona d'Albesa hi havia 948 finques amb una superfície mitjana de 2,12 ha. La major part dels propietaris tenien 2 o més parcel·les. En aquests moments hi ha 471 finques, amb una superfície mitjana de 4,19 ha, i el 80% dels propietaris només té una finca.

## Costos
El cost de les obres suposa als pagesos uns 3.000 euros per hectàrea, que és el 30% del cost total de l'obra. L'altre 70% és cobert pel Departament d'Agricultura, Ramaderia i Pesca de la Generalitat de Catalunya.
El cost del metre cúbic d'aigua en el terme d'Algerri fou durant els dos primers anys de 0.3 cent €. Quan estigui tot el canal acabat, es calcula que el cost del metre cúbic serà de 0.2 cent€.